# Nhà thờ chính tòa Tarazona

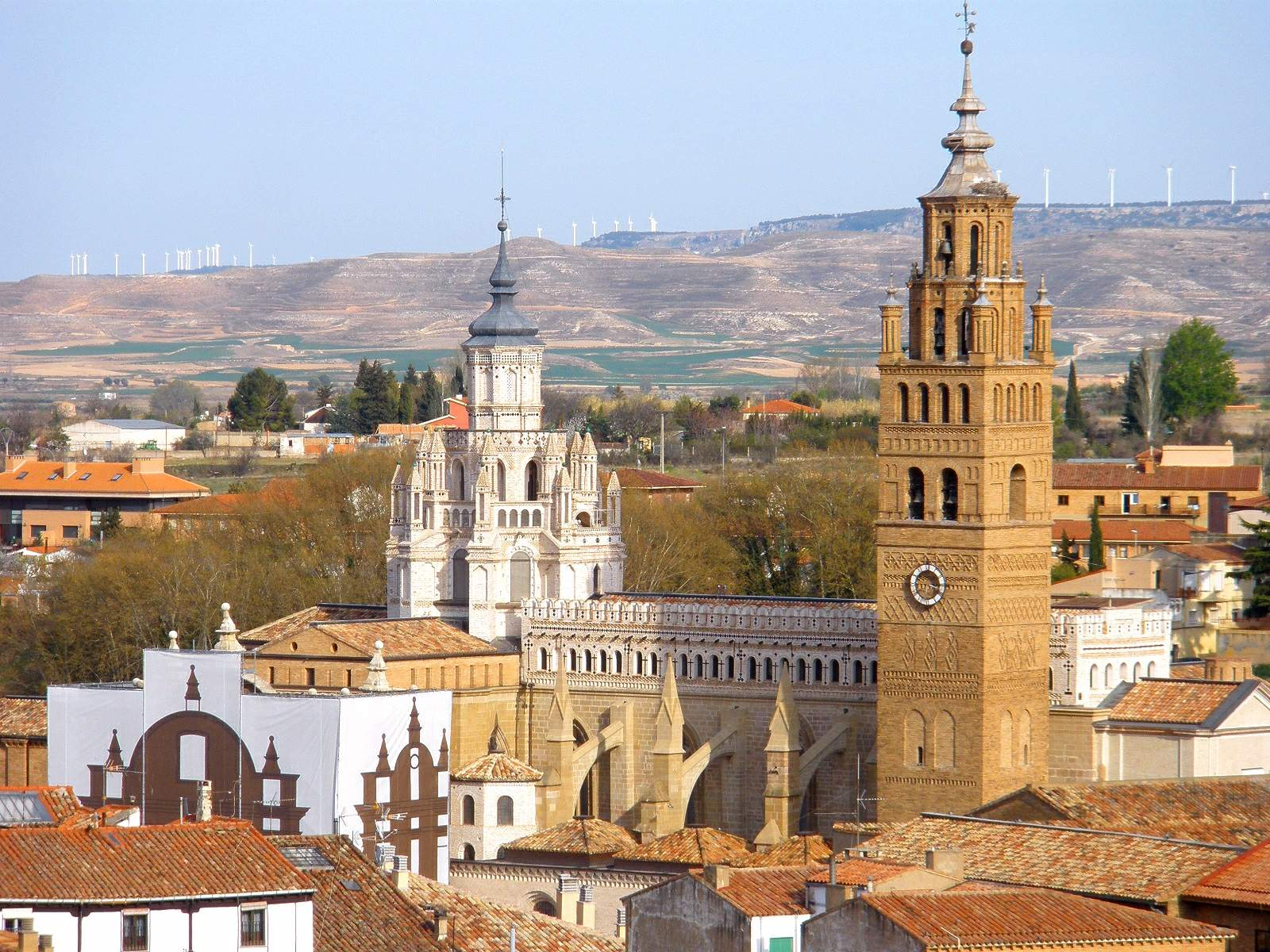
Nhà thờ chính tòa Tarazona

Nhà thờ chính tòa Tarazona (Catedral de Nuestra Señora de la Huerta de Tarazona, nguồn gốc từ Iglesia de Nuestra Señora de la Hidria hay Nuestra Señora de la Huerta o de la Vega) nhà thờ chính tòa nằm ở Tarazona, Zaragoza (tỉnh), Tây Ban Nha. Kiến trúc của nhà thờ là kiến trúc Gothic và phong cách Mudéjar, và nhà thờ là một vài ví dụ còn sót lại của kiến trúc này cùng với nhà thờ chính tòa Teruel.